# Lijst van aardbevingen in 2004

## Lijst

### Januari
- 3 - Aardbeving ten zuidoosten van de Loyaliteitseilanden van 7,1 op de Schaal van Richter

### Februari
- 5 - Aardbeving in Papua, Indonesië van 7,0 op de schaal van Richter. Er vielen 37 doden.
- 7 - Aardbeving bij de zuidkust van Papua van 7,3 op de schaal van Richter.
- 24 - Aardbeving in de Straat van Gibraltar van 6,4 op de schaal van Richter. Er vielen 628 doden.

### Juli
- 15 - Aardbeving in Fiji van 7,1 op de schaal van Richter.
- 25 - Aardbeving bij Sumatra van 7,3 op de schaal van Richter.

### September
- 5 - Twee aardbevingen in de Japanse prefectuur Mie van 7,2 en 7,4 op de schaal van Richter.

### Oktober
- 9 - Aardbeving in Nicaragua van 7,0 op de schaal van Richter.
- 23 - Aardbeving in de Japanse prefectuur Niigata van 6,6 op de schaal van Richter. Er vielen 46 doden.

### November
- 11 - Aardbeving in Oost-Timor van 7,5 op de schaal van Richter. Er vielen 34 doden.
- 15 - Aardbeving in Colombia van 7,2 op de schaal van Richter.
- 22 - Aardbeving bij het Zuidereiland, Nieuw-Zeeland van 7,1 op de schaal van Richter.
- 26 - Aardbeving in Papua, Indonesië van 7,1 op de schaal van Richter. Er vielen 32 doden.
- 28 - Aardbeving op Hokkaido, Japan van 7,0 op de schaal van Richter.

### December
- 23 - Aardbeving bijna 500 kilometer ten noorden van Macquarie-eiland van 8,1 op de schaal van Richter.
- 26 - Aardbeving bij Sumatra, Indonesië van 9,3 op de schaal van Richter. Er vielen meer dan 230.000 doden door een tsunami die gebieden langs de hele Indische Oceaan trof.
- 26 - Aardbeving bij de Nicobaren, India van 7,1 op de schaal van Richter.

1950 ·
1951 ·
1952 ·
1953 ·
1954 ·
1955 ·
1956 ·
1957 ·
1958 ·
1959 ·
1960 ·
1961 ·
1962 ·
1963 ·
1964 ·
1965 ·
1966 ·
1967 ·
1968 ·
1969 ·
1970 ·
1971 ·
1972 ·
1973 ·
1974 ·
1975 ·
1976 ·
1977 ·
1978 ·
1979 ·
1980 ·
1981 ·
1982 ·
1983 ·
1984 ·
1985 ·
1986 ·
1987 ·
1988 ·
1989 ·
1990 ·
1991 ·
1992 ·
1993 ·
1994 ·
1995 ·
1996 ·
1997 ·
1998 ·
1999 ·
2000 ·
2001 ·
2002 ·
2003 ·
2004 ·
2005 ·
2006 ·
2007 ·
2008 ·
2009 ·
2010 ·
2011 ·
2012 ·
2013